# (4728) Ляпидевский
(4728) Ляпидевский (лат. Lyapidevskij) — типичный астероид главного пояса, открыт 11 ноября 1979 года советским астрономом Николаем Черных в Крымской астрофизической обсерватории и 3 мая 1996 года назван в честь советского лётчика Анатолия Ляпидевского.

## Обнаружение и именование
(4728) Ляпидевский
Открыт 11 ноября 1979 года в Научном Н. С. Черных.
Назван в память о советском лётчике Анатолии Васильевиче Ляпидевском (1908—1983), участвовавшем в поиске и спасении членов экипажа раздавленного 13 февраля 1934 года льдами в Северном Ледовитом океане судна "Челюскин".
Оригинальный текст (англ.)4728 Lyapidevskij
Discovered 1979-11-11 by Chernykh, N. S. at Nauchnyj.
Named in memory of Anatolij Vasil'evich Lyapidevskij (1908—1983), Soviet airman who participated in the search and rescue of the crew members of the "Chelyuskin", a ship crushed by ice in the Arctic Ocean on 1934 Feb. 13.
Источники: DISCOVERY.DB; M.P.C. 27127.

## Орбита

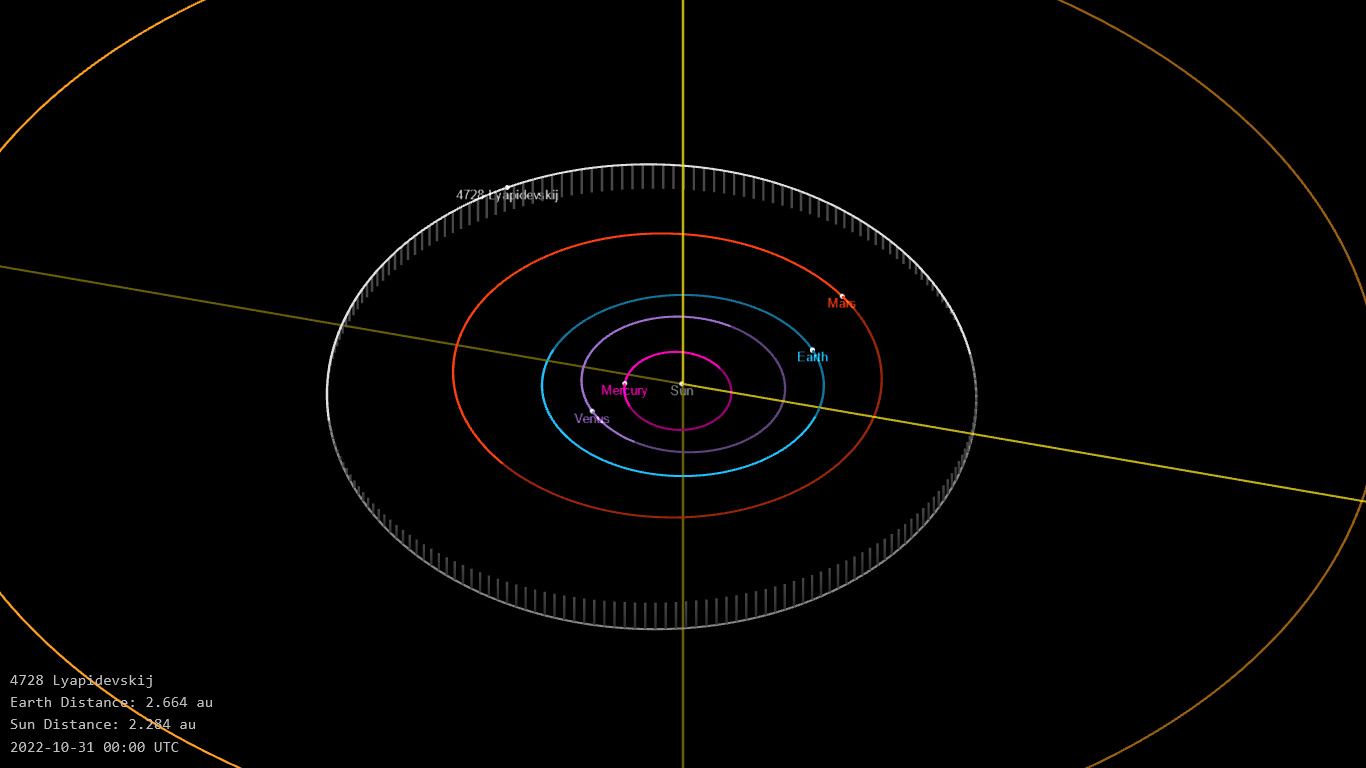
Орбита астероида Ляпидевский и его положение в Солнечной системе

## Физические характеристики
Астероид относится к таксономическому классу S.
По результатам наблюдений в видимом и ближнем инфракрасном диапазоне космического телескопа NEOWISE диаметр астероида оценивается равным 4,046±0,279 км. Согласно тем же источникам альбедо оценивается как 0,3573±0,0588 и 0,357±0,059.